# Biologische zaaitabel
Een biologische zaaitabel is een overzicht van wat volgens de biologische wijze van tuinieren een manier van vollegrond-tuinieren is waarmee acceptabele resultaten kunnen worden bereikt zonder hulp van bestrijdingsmiddelen of predators.
Hieronder staat als voorbeeld een door de biologische tuinders gebruikte, gemiddelde zaaiperiode voor Nederland (op ca. 52° N.B. en 5° O.L) voor de genoemde groentesoorten. De gewassen die er achter vermeld staan, zijn de zogenaamde "burenhulpplanten". In de gangbare groenteteelt wordt nog gebruikgemaakt van chemische gewasbeschermingsmiddelen als biologische bestrijding onvoldoende helpt. Vooral bij de groenteteelt onder glas wordt bijna uitsluitend biologische bestrijding toegepast.

## Burenhulpplanten
Volgens biologische tuinders zouden goede tot zeer goede resultaten kunnen worden verkregen, als om de twee à drie rijen groente één rijtje van de zo genoemde burenhulpplanten worden gezaaid. Wetenschappelijk bewijs is hier nog niet voor geleverd.

### Zaaitabel
| Groentesoort            | Zaaitijd                    | Burenhulpplant(en)                                          |
| ----------------------- | --------------------------- | ----------------------------------------------------------- |
| Andijvie                | 21 juni                     | peulvruchten                                                |
| Augurken                | half mei - 21 juni          | stokbonen, maïs en rijserwten (hoge gewassen voor de luwte) |
| Bieten of kroten        | half maart - 21 juni        | sla, kool, uien, stambonen en koolraap                      |
| Bloemkool               | begin april - 21 juni       | selderij                                                    |
| Boerenkool              | half mei - 21 juni          | peulvruchten                                                |
| Bruine bonen            | laatste 3 weken van mei     | radijs, bloemkool, bieten en komkommers                     |
| Doperwten (rijs-)       | half maart - half april     | bieten                                                      |
| Doperwten (stam-)       | half maart - half april     | radijs, wortelen, komkommers, bieten en aardappelen         |
| Groenlof                | half maart - mei            | radijs, wortelen, bieten en rapen                           |
| Kapucijners             | 1 juni - 21 juni            | peulvruchten                                                |
| Komkommers              | half mei - 21 juni          | stokbonen, maïs en rijserwten, hoge gewassen voor de luwte  |
| Koolraap                | half mei - half juni        | kruiden en bieten                                           |
| Maïs                    | voor 5 mei                  | peulvruchten, komkommers, meloenen en pompoenen             |
| Pastinaak               | half april - half mei       | peulvruchten en uien                                        |
| Peulen                  | maart - half mei            | radijs, wortelen en bieten                                  |
| Pompoen                 | tweede helft van mei        | maïs                                                        |
| Prei                    | begin april - half mei      | selderij en wortelen                                        |
| Raapstelen              | half maart - september      | erwten, sla, kervel en hysop                                |
| Radijs                  | juni - 21 juli              | uien                                                        |
| Rammenas                | maart - september           | peulvruchten                                                |
| Rodekool                | half maart - half mei       | kruiden, zoals kamille, munt, salie, alsem en rozemarijn    |
| Savooiekool             | half maart - juni           | idem als bij rodekool                                       |
| Schorseneren            | begin mei                   | peulvruchten en uien                                        |
| Sla                     | april - 21 juni             | aardbeien en wortelen                                       |
| Snijbiet                | half maart - mei            | peulvruchten                                                |
| Spinazie                | half januari - september    | aardbeien                                                   |
| Spitskool (Savooiekool) | half maart - juni           | idem als bij rodekool                                       |
| Spruiten (spruitkool)   | eind maart - half april     | idem als bij rodekool                                       |
| Stambonen               | half mei - 21 juni          | wortelen, bloemkool, bieten en komkommers                   |
| Stokbonen               | half mei - 21 juni          | wortelen, bloemkool, radijs, komkommers en maïs             |
| Tuinbonen               | begin februari - half maart | dille                                                       |
| Uien                    | half maart - half mei       | bieten, sla en wortelen                                     |
| Veldsla                 | tweede helft van augustus   | peulvruchten                                                |
| Witlof                  | mei                         | (nog niet bekend)                                           |
| Wittekool               | half maart - mei            | idem als bij rodekool                                       |
| Wortelen                | begin maart - 21 juni       | sla, bieslook, radijs, uien, prei en schorseneren           |
| Zuring                  | half maart - juni           | peulvruchten                                                |